# Carpodacus verreauxii
Il carpodaco di Sharpe (Carpodacus verreauxii (David & Oustalet, 1877)) è un uccello passeriforme della famiglia dei Fringillidi.

## Etimologia
Il nome scientifico della specie, verreauxii, venne scelto in omaggio a Jules Verreaux: il suo nome comune, invece, omaggia l'illustre ornitologo inglese Richard Bowdler Sharpe.

## Descrizione

### Dimensioni
Misura 15–17 cm di lunghezza.

### Aspetto
Si tratta di uccelli dall'aspetto robusto, muniti di testa tondeggiante con grandi occhi e becco conico, ali allungate e coda dalla punta lievemente forcuta.
Il piumaggio mostra dimorfismo sessuale evidente. Nei maschi, il sopracciglio, le guance, la gola, il petto e il ventre sono di colore rosa, con tendenza a schiarirsi man mano che si va dalla testa verso il ventre, col sottocoda che è infatti biancastro: fronte, vertice, nuca e dorso sono di colore rosso vinaccia, stesso colore della sottile mascherina che dai lati del becco raggiunge l'orecchio e la nuca, mentre ali e coda sono di colore bruno scuro, con orli delle copritrici sfumati d'arancio. Le femmine, invece, presentano colorazione dominata dai toni del bruno-grigiastro, più scuro dorsalmente e più chiaro e tendente al color sabbia ventralmente. In ambedue i sessi, becco e zampe sono nerastri, mentre gli occhi sono di colore bruno scuro.

## Biologia
La biologia di questi uccelli è stata ancora poco studiata, in quanto a lungo considerati una sottospecie e non una specie a tutti gli effetti: molto verosimilmente, tuttavia, essi comunque non si discostano significativamente dagli altri carpodacini e dai fringillidi in generale per quanto riguarda il comportamento.

## Distribuzione e habitat
La specie abita la Cina meridionale (Yunnan nord-orientale e Sichuan sud-occidentale), oltre che la porzione settentrionale della Birmania.
L'habitat di questi uccelli è rappresentato dalle aree cespugliose montane e submontane.

## Sistematica
A lungo considerato una sottospecie del carpodaco alimacchiate e come tale classificato col nome di C. rodopeplus verreauxii, in seguito alle analisi del DNA mitocondriale il carpodaco di Sharpe è risultato piuttosto distante filogeneticamente da quest'ultimo (rispetto al quale presenta distribuzione disgiunta) ed anzi affine al carpodaco cigliarosa, suggerendo l'opportunità di elevare questi uccelli al rango di specie a sé stante.